# Xu Nannan
Xu Nannan, född den 16 november 1978 i Benxi, Kina, är en kinesisk freestyleåkare.
Hon tog OS-silver i damernas hopp i samband med de olympiska freestyletävlingarna 1998 i Nagano.